# 鲁瓦扬
鲁瓦扬（法語：Royan，法語發音：[ʁwa.jɑ̃]），法国西南部海滨城市，新阿基坦大区滨海夏朗德省的一个市镇，隶属于桑特区，其市镇面积为19.3平方公里，2022年1月1日时人口数量为19,322人，是该省人口第四多的市镇，在法国城市中排名第510位。
鲁瓦扬位于滨海夏朗德省西南部，吉伦特河入海口右侧，隔海与梅多克半岛相望，是一个区域性的工商业中心，也是法国大西洋沿岸重要的旅游城市，因其境内的多处海滨浴场而闻名。

## 地名来源
“鲁瓦扬”一名来源于当地历史上一位名叫的封建领主，其衍生的地名最初于公元11世纪以的形式被记载。但根据当地官方网站的描述，这一说法可能存在争议。

## 历史

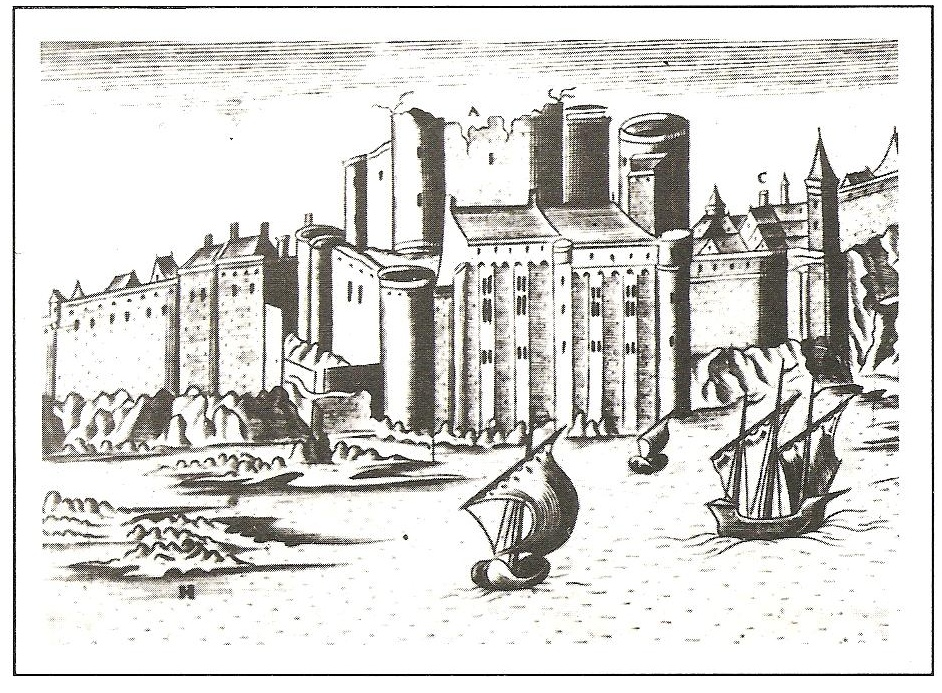
17世纪的鲁瓦扬城堡

鲁瓦扬所处的吉伦特河口右岸地区形成于距今六千五百万年前，而鲁瓦扬作为人类聚落则形成于中世纪。公元844年，一支维京人海盗曾占领此地。1242年5月，英格兰国王亨利三世率领300名士兵由此登陆并与法兰西国王路易九世发生交战。13至15世纪，鲁瓦扬长期被英格兰军队控制，英法百年战争结束后才彻底被法兰西王国统治，并成为桑通日行省的一部分。1622年，法兰西军队与新教徒在此发生鲁瓦扬围城战并取得成功，此后路易十三下令在鲁瓦扬修建了勒谢城塞。法国大革命后，鲁瓦扬成为滨海夏朗德省的一个市镇，工业革命期间，鲁瓦扬被开发成为重要的海滨旅游城市，出现了酒店、赌场、浴场等设施，市区内建成了有轨电车。第二次世界大战末期，鲁瓦扬所处的鲁瓦扬和格拉沃角附近区域聚集了大批纳粹抵抗军。1945年1月15日，联军对滞留于此的纳粹军队进行了猛烈轰炸，造成47名纳粹士兵和427名居民身亡，并使得鲁瓦扬市区85%的建筑物被毁，其战后重建工作持续了十余年。20世纪中后期，鲁瓦扬再次发展成为重要的旅游城市，当地出现了多处海滨度假区。

## 地理

鲁瓦扬在滨海夏朗德省内的位置

鲁瓦扬位于法国西南部，新阿基坦大区西北部和滨海夏朗德省西南部，距离省会拉罗谢尔大约74公里。与鲁瓦扬接壤的市镇包括：梅迪、圣乔治德迪多讷、圣叙尔皮斯-德鲁瓦扬、滨海沃。

### 地形
鲁瓦扬位于大西洋海滨，境内地势平坦，内陆边缘地区有少量浅丘，全境海拔在0到35米之间。

### 水文
鲁瓦扬整体位于吉伦特河入海口右岸，市区北部和东北部分别为蓬塔亚克盐沼和普索盐沼，另有人工开凿了运河由此连接夏朗德河，但因沿线铁路和公路的建成而基本废弃。

### 植被
鲁瓦扬属于温带落叶林区，市区内的主要绿地公园包括拉塔什韦尔特公园（Parc de La Tache Verte）、议会宫公园（Parc du palais des congrès）等，均常年免费向公众开放。

### 气候
鲁瓦扬在柯本气候分类法中属于温带海洋性气候。
鲁瓦扬境内设有气象站，以下为该气象站的数据（其中日照数据取自波尔多）：
| 鲁瓦扬1981年－2019年 | 鲁瓦扬1981年－2019年 | 鲁瓦扬1981年－2019年 | 鲁瓦扬1981年－2019年 | 鲁瓦扬1981年－2019年 | 鲁瓦扬1981年－2019年 | 鲁瓦扬1981年－2019年 | 鲁瓦扬1981年－2019年 | 鲁瓦扬1981年－2019年 | 鲁瓦扬1981年－2019年 | 鲁瓦扬1981年－2019年 | 鲁瓦扬1981年－2019年 | 鲁瓦扬1981年－2019年 | 鲁瓦扬1981年－2019年 |
| 月份                 | 1月                  | 2月                  | 3月                  | 4月                  | 5月                  | 6月                  | 7月                  | 8月                  | 9月                  | 10月                 | 11月                 | 12月                 | 全年                 |
| -------------------- | -------------------- | -------------------- | -------------------- | -------------------- | -------------------- | -------------------- | -------------------- | -------------------- | -------------------- | -------------------- | -------------------- | -------------------- | -------------------- |
| 历史最高温 °C（°F）  | 17.6 (63.7)          | 22.5 (72.5)          | 25.5 (77.9)          | 29 (84)              | 32.7 (90.9)          | 37.7 (99.9)          | 37.1 (98.8)          | 39.9 (103.8)         | 35.2 (95.4)          | 30 (86)              | 23.5 (74.3)          | 19.3 (66.7)          | 39.9 (103.8)         |
| 平均高温 °C（°F）    | 9.6 (49.3)           | 11.1 (52.0)          | 14.2 (57.6)          | 16.4 (61.5)          | 20.5 (68.9)          | 23.7 (74.7)          | 25.2 (77.4)          | 25.6 (78.1)          | 22.7 (72.9)          | 18.5 (65.3)          | 13.1 (55.6)          | 9.8 (49.6)           | 17.5 (63.5)          |
| 日均气温 °C（°F）    | 6.5 (43.7)           | 7.2 (45.0)           | 9.7 (49.5)           | 11.8 (53.2)          | 15.7 (60.3)          | 18.7 (65.7)          | 20.2 (68.4)          | 20.4 (68.7)          | 17.4 (63.3)          | 14.4 (57.9)          | 9.7 (49.5)           | 6.8 (44.2)           | 13.2 (55.8)          |
| 平均低温 °C（°F）    | 3.5 (38.3)           | 3.4 (38.1)           | 5.2 (41.4)           | 7.2 (45.0)           | 10.8 (51.4)          | 13.6 (56.5)          | 15.1 (59.2)          | 15.2 (59.4)          | 12.2 (54.0)          | 10.3 (50.5)          | 6.3 (43.3)           | 3.7 (38.7)           | 8.9 (48.0)           |
| 历史最低温 °C（°F）  | −9.3 (15.3)          | −9.2 (15.4)          | −9.1 (15.6)          | −2 (28)              | 1.3 (34.3)           | 5.5 (41.9)           | 7.8 (46.0)           | 8 (46)               | 4.6 (40.3)           | −2.5 (27.5)          | −7 (19)              | −8.9 (16.0)          | −9.3 (15.3)          |
| 平均降水量 mm（）    | 82.9 (3.26)          | 59.7 (2.35)          | 60.2 (2.37)          | 71.4 (2.81)          | 64.4 (2.54)          | 46.7 (1.84)          | 44.2 (1.74)          | 50.5 (1.99)          | 77.8 (3.06)          | 96.7 (3.81)          | 112.1 (4.41)         | 101.8 (4.01)         | 868.4 (34.19)        |
| 月均日照時數         | 96                   | 114.9                | 169.7                | 182.1                | 217.4                | 238.7                | 248.5                | 242.3                | 202.7                | 147.2                | 94.4                 | 81.8                 | 2,035.7              |
| 来源：infoclimat.fr  |                      |                      |                      |                      |                      |                      |                      |                      |                      |                      |                      |                      |                      |

## 行政区划
鲁瓦扬是法国新阿基坦大区滨海夏朗德省的一个市镇，编号为17306。鲁瓦扬隶属于桑特区和滨海夏朗德省第四选区，管理鲁瓦扬县，同时也是鲁瓦扬大西洋城市圈公共社区的办公驻地。
鲁瓦扬市镇被划为6个街区，并实行街区自治制度。
法国国家统计与经济研究所（简称）在进行数据统计时，将鲁瓦扬及相邻的另外5个市镇设为鲁瓦扬城市核心区，并将包括核心区在内的周边共14个市镇划为鲁瓦扬城市区。自2020年起，鲁瓦扬城市区被包含26个市镇的鲁瓦扬城市辐射区代替。同时，还将鲁瓦扬市镇分为了9个“块区”（IRIS），以便于统计人口分布情况。

## 交通

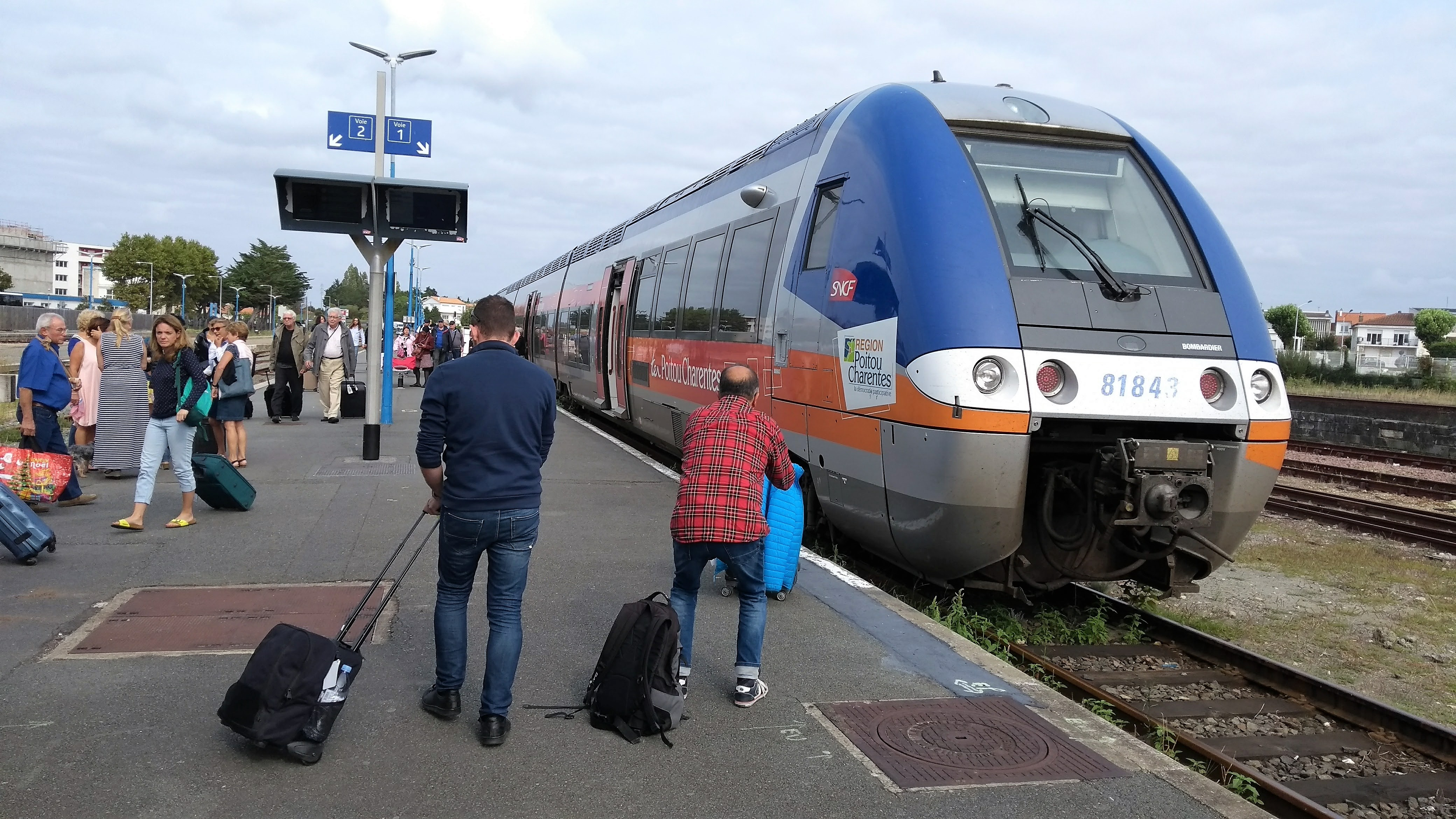
鲁瓦扬火车站停靠的一辆区域列车

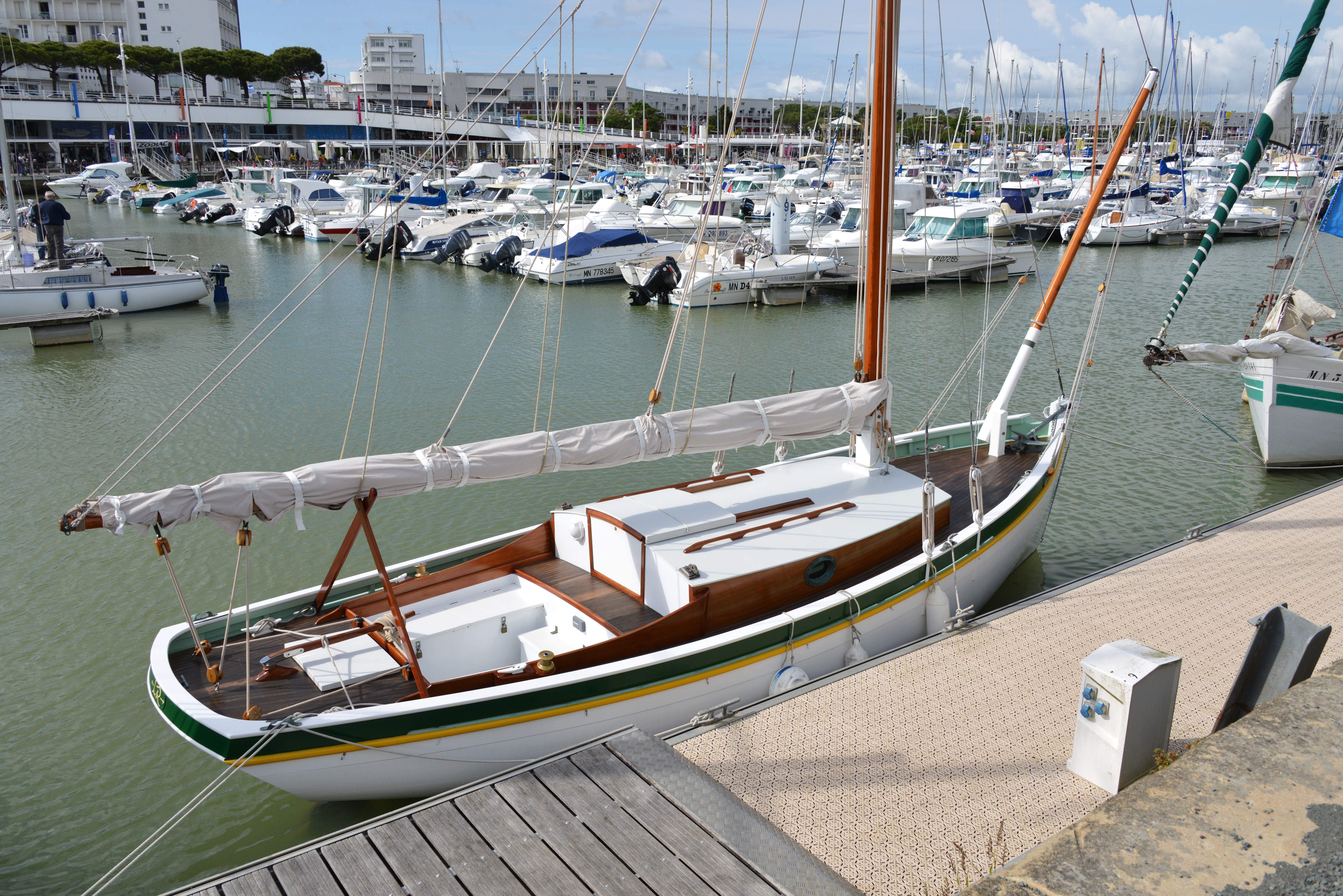
鲁瓦扬港

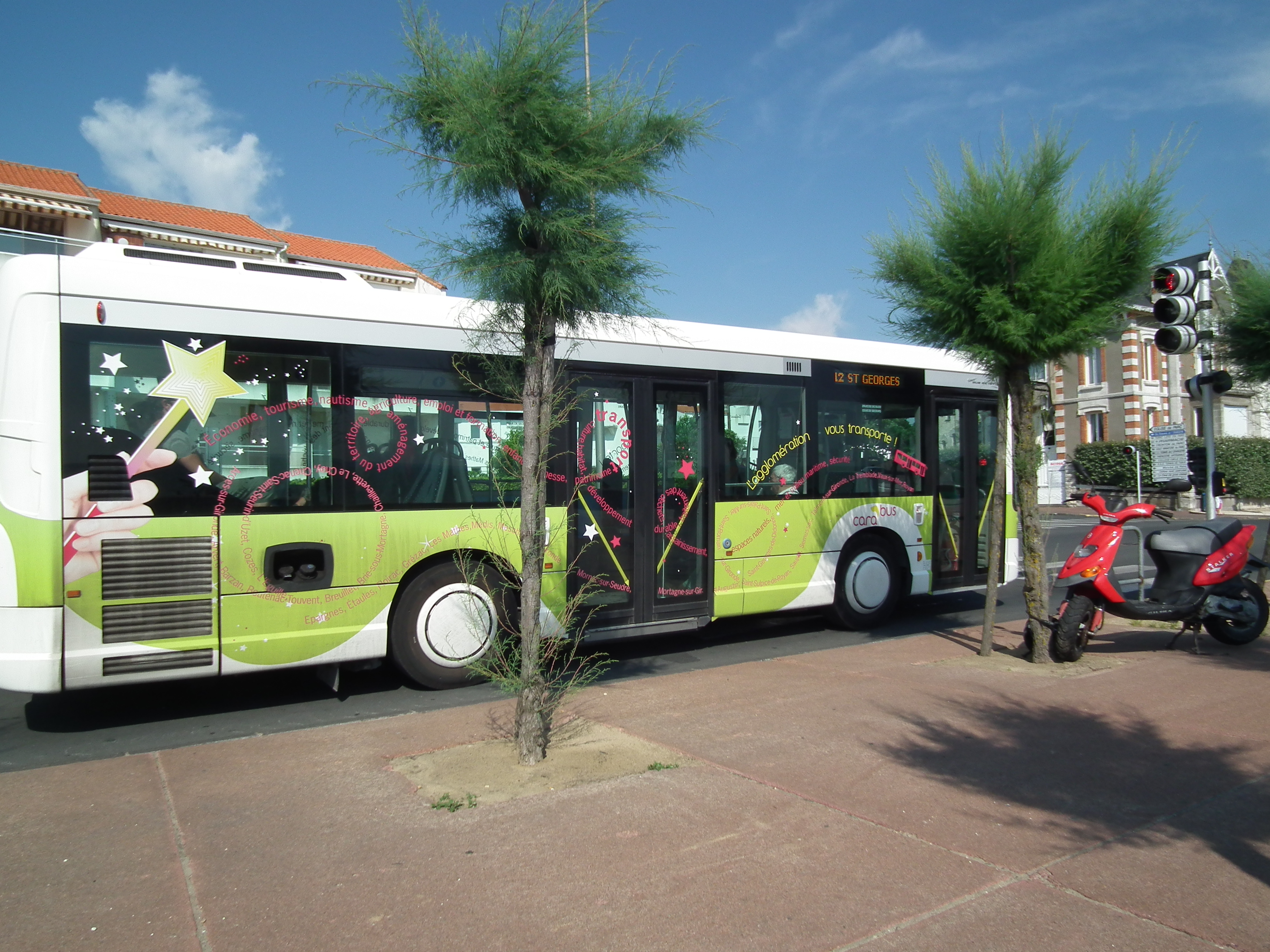
鲁瓦扬街头的公共汽车

### 公路
法国国道N150线和多条滨海夏朗德省省道在鲁瓦扬境内交汇。新阿基坦大区下属的城际客运提供巴士线路，可前往拉罗谢尔、罗什福尔以及周边部分市镇。
2017年，43%的鲁瓦扬家庭拥有至少一辆的私人汽车。2018年，鲁瓦扬境内共发生各类交通事故42起，造成3人遇难，49人受伤。

### 铁路
鲁瓦扬位于桑特－鲁瓦扬铁路的终点。鲁瓦扬站位于市区，老城区以东，是一个尽头式车站，该站开行前往尼奥尔和昂古莱姆两个方向的区域列车，在2013年以前每年夏季开行直达巴黎的城际列车。

### 航空
鲁瓦扬-梅迪飞行场位于市区东部，供商务及救援使用。
距离鲁瓦扬最近的民用航空站为拉罗谢尔机场，距离鲁瓦扬市中心的公路里程约79公里。

### 水运
鲁瓦扬港是一个重要的地方性港口，提供前往梅多克半岛北端的滚装船航线。

### 城市公共交通
鲁瓦扬城市公共交通（商业名称为）是当地的城市公共交通系统。截至2021年2月，该系统共包括11条公交线路、2条夏季线路和2条定制公交线路，路网覆盖了鲁瓦扬市区内的主要街道和居民区。自2021年秋季起，该系统将提供公共自行车服务。
1890至1945年间，鲁瓦扬曾有有轨电车系统。

## 政治

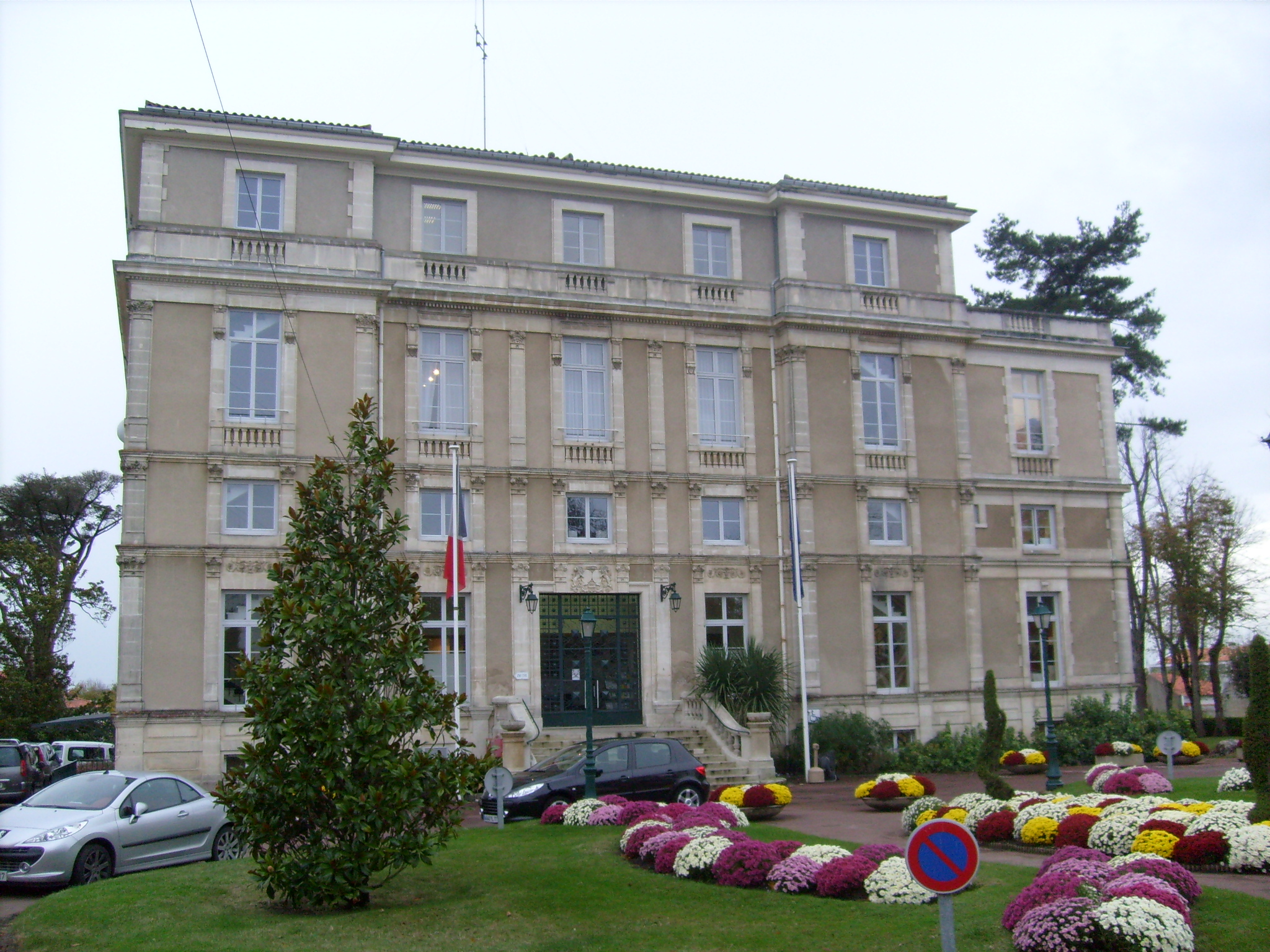
鲁瓦扬市政厅

鲁瓦扬的现任市长为帕特里克·马朗戈先生（Patrick Marengo），他是共和党的一名成员，在2020年的市政选举中获得了52.21%的支持率。
在2017年的法国总统大选中，法国第25任总统埃马纽埃尔·马克龙在鲁瓦扬获得了68.52%的支持率。
| 鲁瓦扬历届市长 |                           |                           |
| 任期           | 市长                      | 党派                      |
| 1945年－1953年 | 夏尔·勒加佐尼             | 不详                      |
| 1953年－1958年 | 马克斯·布吕塞             | RPF法国人民联盟           |
| 1959年－1965年 | 阿米拉尔·梅耶尔           | 不详                      |
| 1965年－1977年 | 让-诺埃尔·德·利普科夫斯基 | UNR新共和国联盟           |
| 1977年－1979年 | 居伊·泰塔尔               | UDF法国民主联盟           |
| 1979年－1983年 | 皮埃尔·利斯               | 無黨籍                    |
| 1983年－1989年 | 让-诺埃尔·德·利普科夫斯基 | RPR保衛共和聯盟           |
| 1989年－2006年 | 菲利普·莫斯特             | UMP人民运动联盟           |
| 2006年－2008年 | 亨利·勒盖厄               | UMP人民运动联盟           |
| 2008年－2017年 | 迪迪耶·康坦               | UMP人民运动联盟 →LR共和黨 |
| 2017年－       | 帕特里克·马朗戈           | LR共和黨                  |

## 人口
2017年，鲁瓦扬市镇人口数量为18,398，在法国排名第510位。其中男性7,978人，女性10,420人，75岁及以上人口占21.5%，外籍人口数量为3,429人，人口密度为953人/平方公里，当地居民被称为（男性）或（女性）。2018年，鲁瓦扬境内出生76人，死亡人口353人。
| 年份   | 1936   | 1946  | 1954   | 1962   | 1968   | 1975   | 1982   | 1990   | 1999   | 2006   | 2011   | 2016   | 2018   |
| ------ | ------ | ----- | ------ | ------ | ------ | ------ | ------ | ------ | ------ | ------ | ------ | ------ | ------ |
| 人口數 | 12,192 | 6,649 | 12,289 | 16,521 | 17,292 | 18,062 | 17,540 | 16,837 | 17,102 | 18,202 | 17,875 | 18,372 | 18,499 |

## 经济
鲁瓦扬是一个区域性的中心城市，当地共有各类用人单位4,460家，平均历史为18年，其中99.18%为中小型企业（PME）。（汽车销售）、（医疗）及（博彩）是当地2019年营业额最高的三个企业，分别为27,129,395欧元、19,021,227欧元和11,070,472欧元。

## 财政收入
2019年，鲁瓦扬的财政收入总额为41,993,200欧元，财政支出总额为35,615,300欧元，当年的债务总额为52,210,200欧元。
2015年，鲁瓦扬的人均月收入总额为2,125欧元，其中高级职员为4,109欧元，中级职员为2,498欧元，普通职员为1,737欧元。
2017年，鲁瓦扬境内的青壮年（15至64岁）失业率为18.6%，当地53%的家庭拥有纳税资格。

## 社会事务

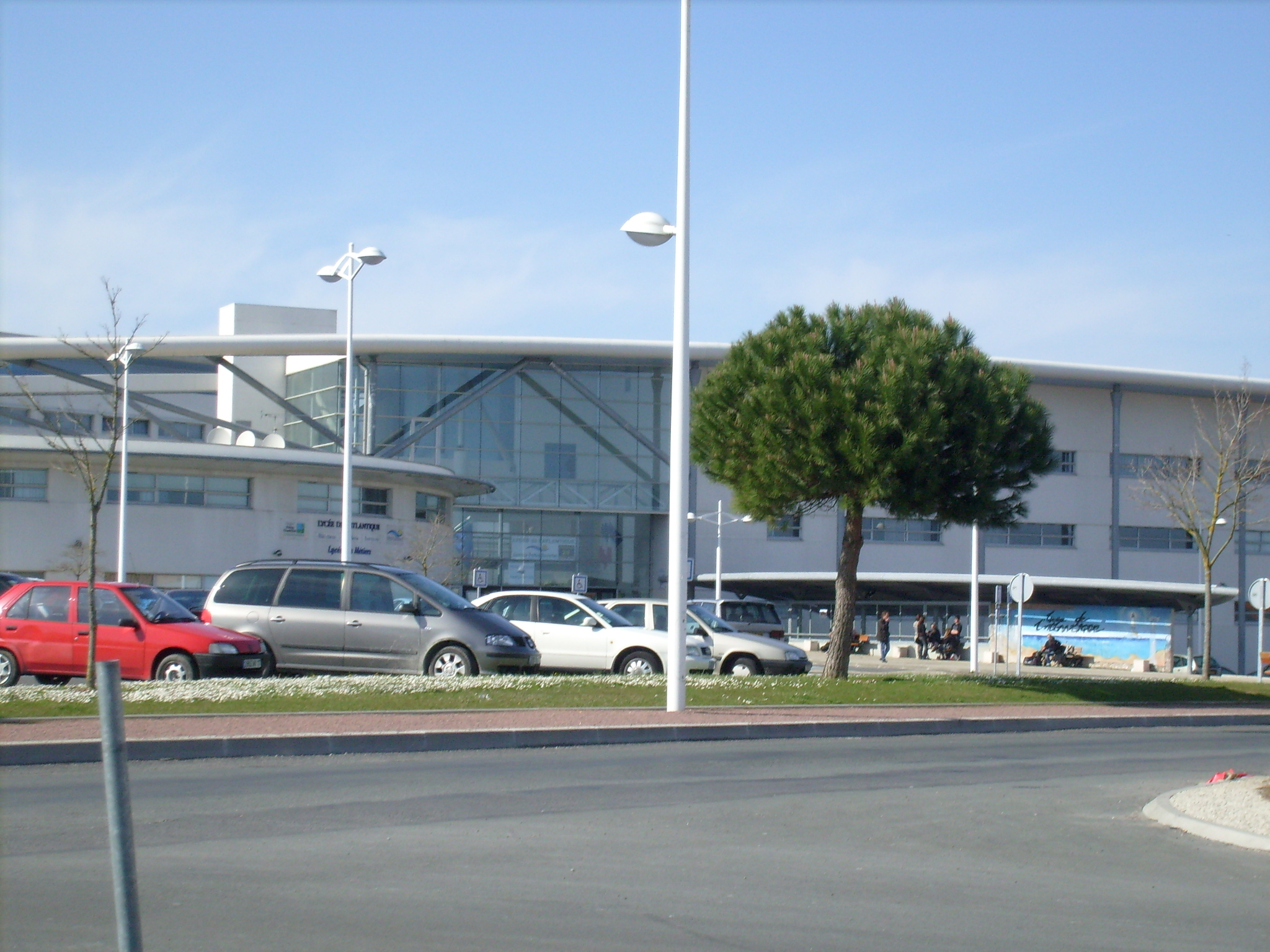
鲁瓦扬的一所高级中学

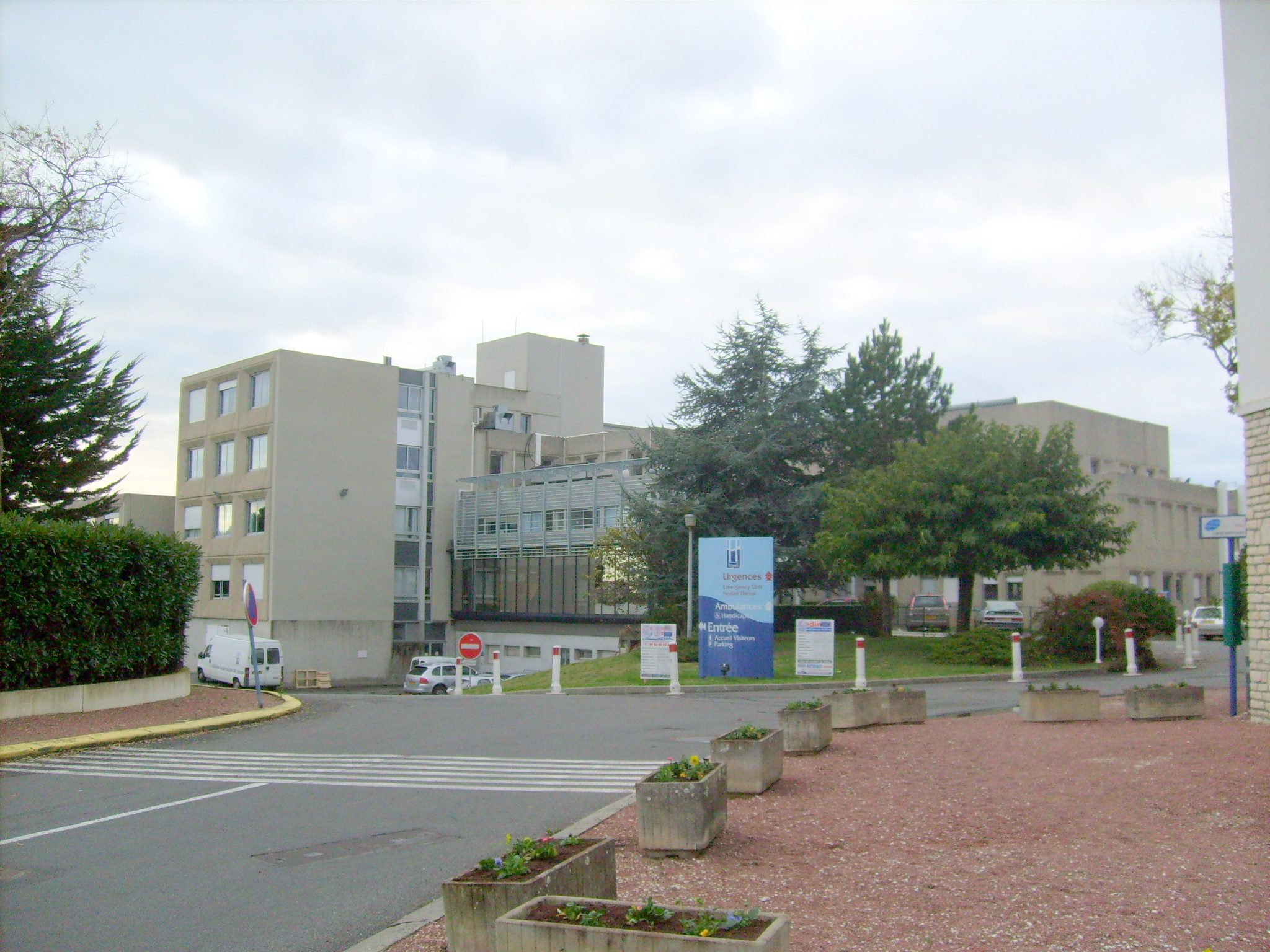
鲁瓦扬中心医院

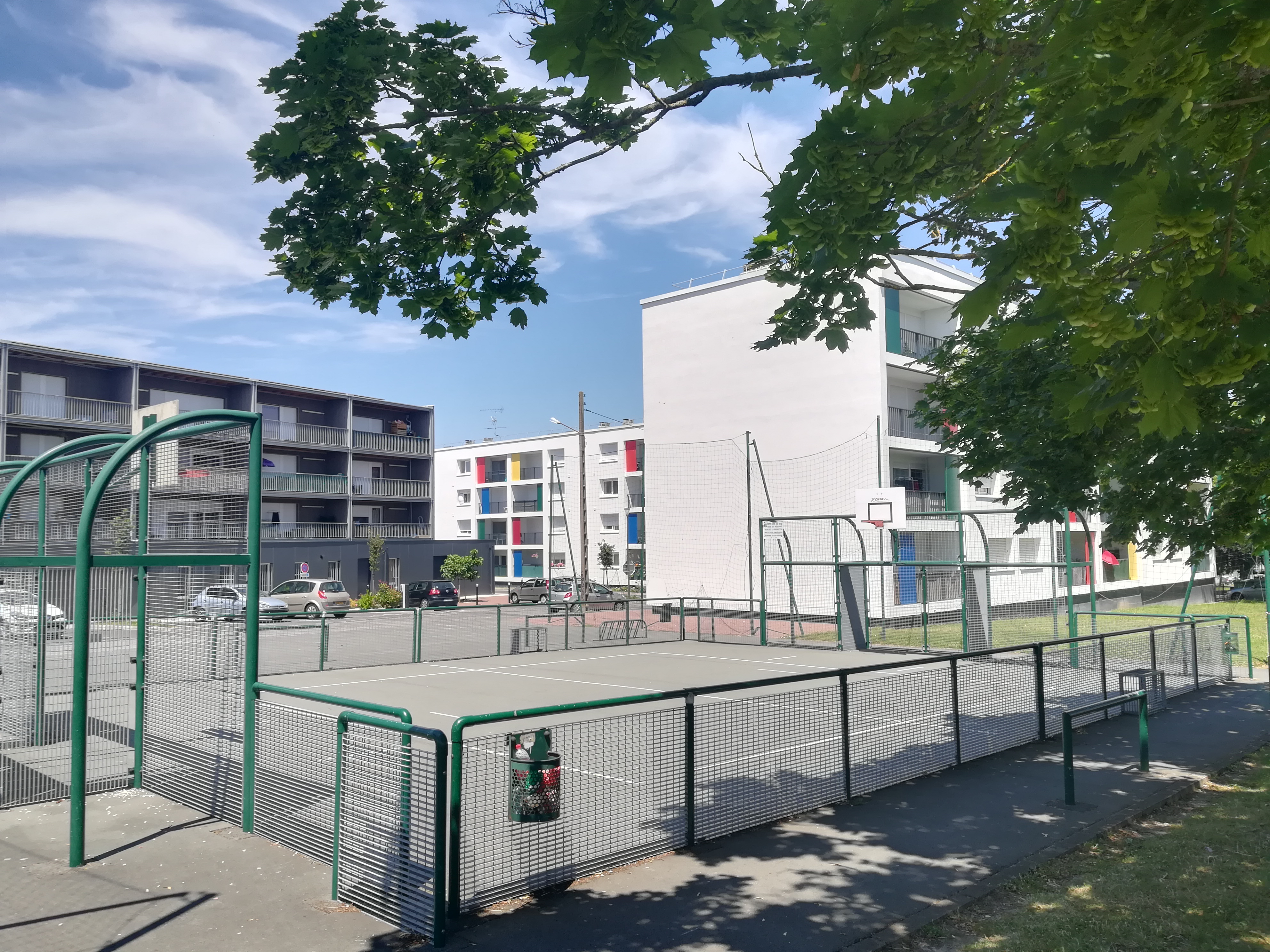
鲁瓦扬境内的一处街区体育设施

### 教育
鲁瓦扬属于普瓦捷学区。截止2019年1月1日，鲁瓦扬境内共有4所幼儿园、5所小学、3所初级中学、1所普通高中和1所职业高中。2018至2019学年度，鲁瓦扬境内共有在校中等教育阶段学生3,087名。
在高等教育方面，普瓦捷大学在鲁瓦扬设有一处语言学习中心，提供不同阶段的课程，每年约有3,000名学生在此接受教育。

### 医疗
截止2019年1月1日，鲁瓦扬境内共有全科医生31名、保健师35名、牙医21名、护士50名、耳科医生4名、眼科医生5名、皮肤科医生1名、助产士4名、儿科医生1名和妇科医生2名。境内共有药房13家和养老院4家。
鲁瓦扬中心医院（Centre Hospitalier de Royan）是法国的一个区域性医疗机构，其主病区位于鲁瓦扬市区，设有床位199个，是当地规模最大的公立综合性医院。除此之外，鲁瓦扬境内还有一处私立综合性医院。

### 住房
2017年，鲁瓦扬境内共有各类住房20,498套，其中47.4%为独立式居民区，52%为集中式居民区。常住房屋占鲁瓦扬市镇范围内居民建筑总量的53.1%。

### 商业
2019年，鲁瓦扬境内共有各类实体商铺959家，其中餐厅146家、大型超市11家、杂货店13家、面包房32家、肉铺21家、书店13家、装饰品店6家、银行门店17家、美容美发店55家、汽车维修店42家。市区东部建有“鲁瓦扬二号”（Royan 2）大型开放式商业街区。

### 体育
2019年，鲁瓦扬境内共有2家游泳池、7间体育馆、2座综合体育场、26处网球场、3处足球或橄榄球场以及7处篮球或排球场。
截至2021年2月，鲁瓦扬境内共有两家注册足球俱乐部，其中“鲁瓦扬-沃大西洋足球俱乐部”（Royan-Vaux Atlantique F.C.）参加2020至2021赛季新阿基坦大区足球联赛；“鲁瓦扬手提包五人制足球队”（Sacoches Atlantique Royan Futsal）则是一支五人制足球俱乐部。

### 环境
鲁瓦扬的环境事务由其所属的公共社区负责。2019年，鲁瓦扬境内暂无污染企业。

### 治安
2019年，鲁瓦扬市镇范围内共有1处派出所和1处宪兵队。
2014年，鲁瓦扬及附近地区共发生各类案件2,567起，其中盗窃类案件1,753起，经济类案件242起，毒品交易类案件171起。

## 文化
2019年，鲁瓦扬境内共有2家电影院。鲁瓦扬市政府提供多媒体中心，向公众全年开放。

### 建筑
鲁瓦扬境内的大部分建筑建于二战以后，有多处法国国家文物保护单位，其中鲁瓦扬圣母教堂、鲁瓦扬圣伯多禄教堂等为当地的代表性建筑物。

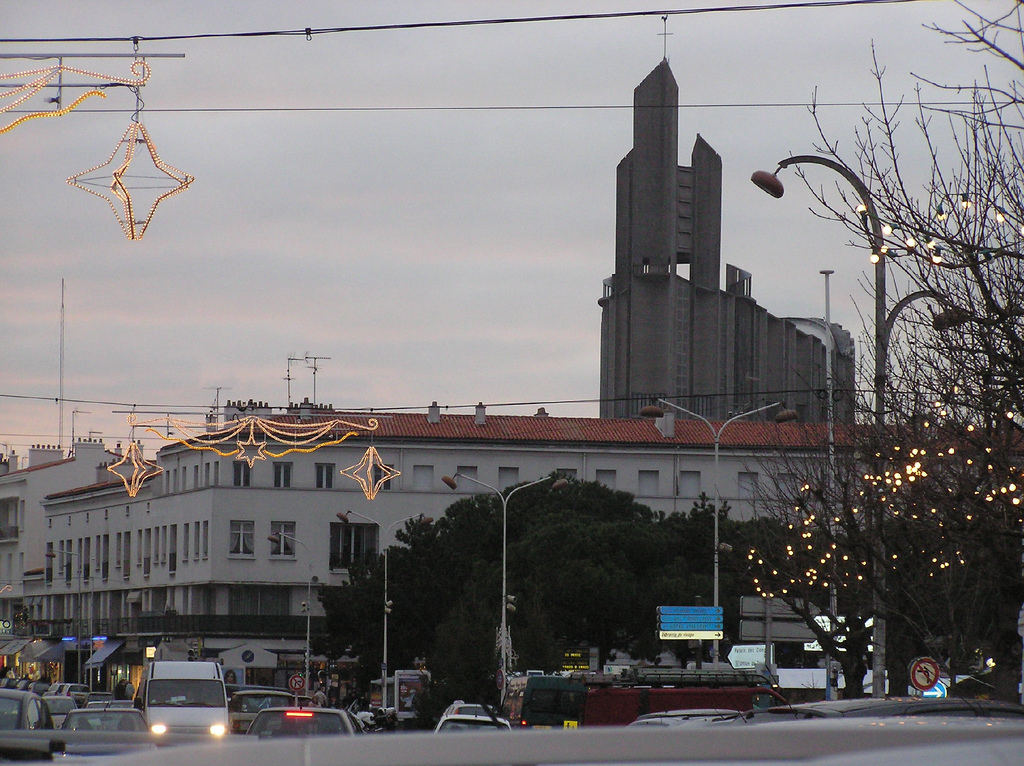
远眺鲁瓦扬圣母教堂（法语：Église Notre-Dame de Royan）
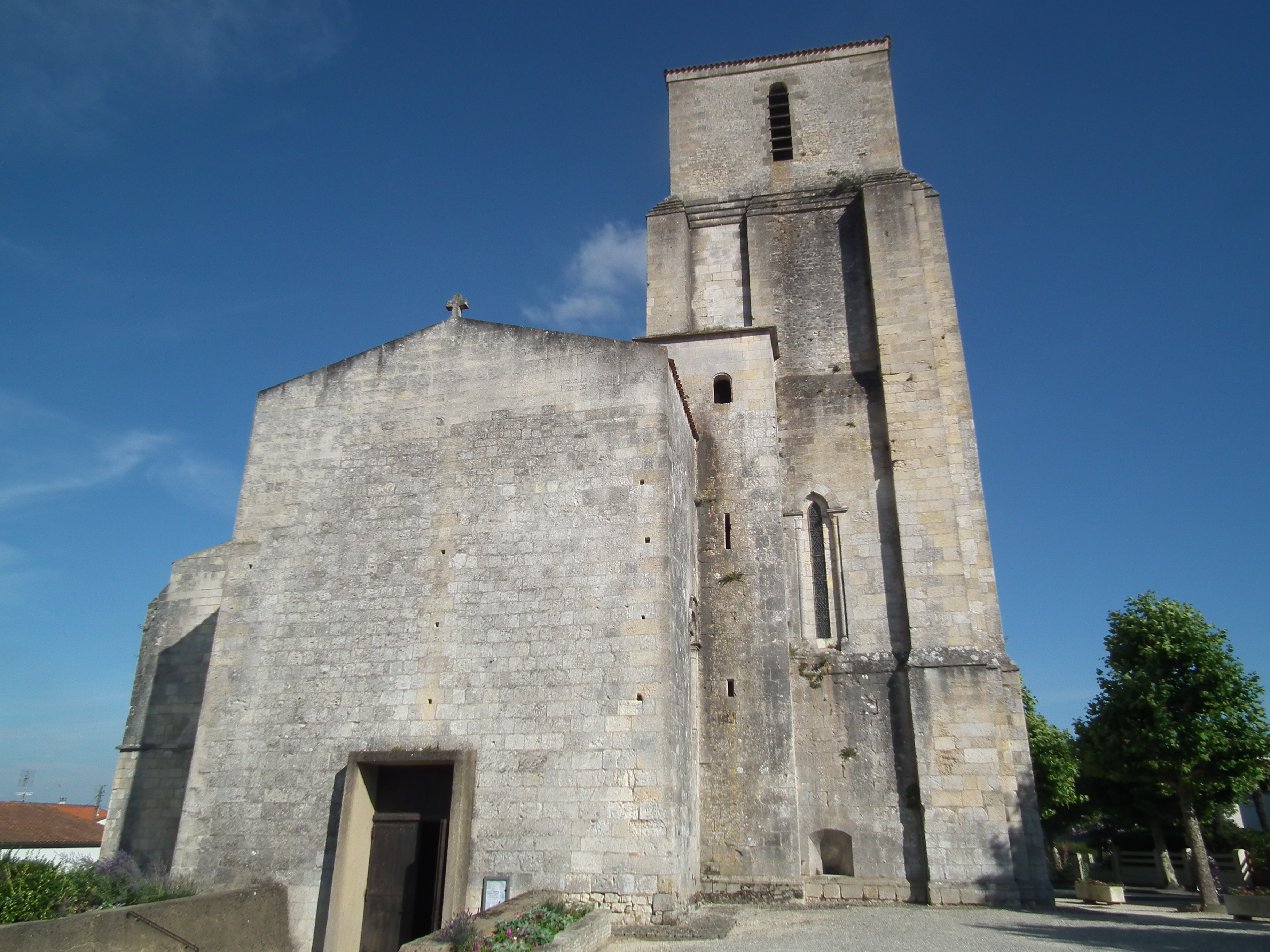
圣伯多禄教堂（法语：Église Saint-Pierre de Royan）
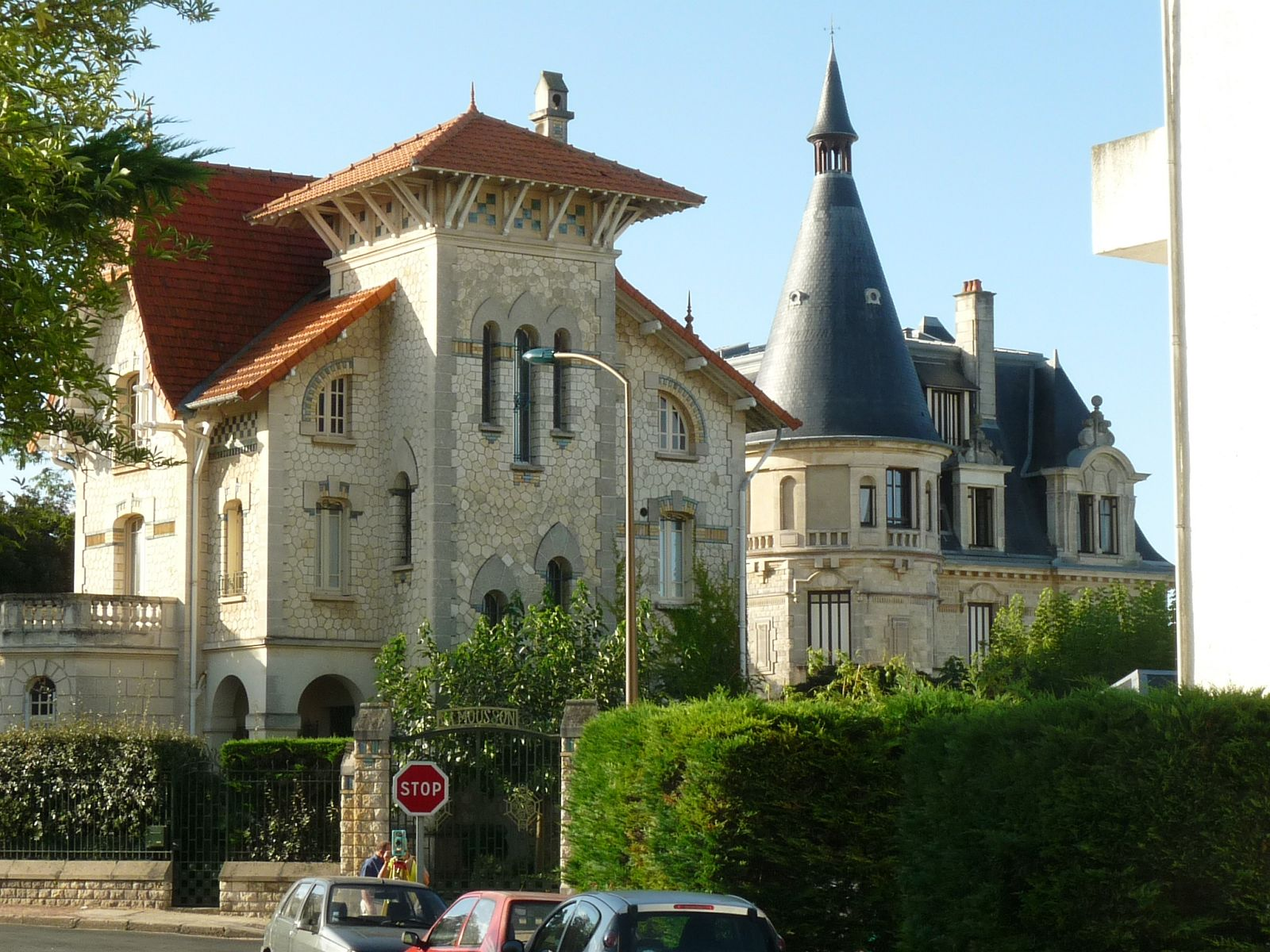
大型独立民居
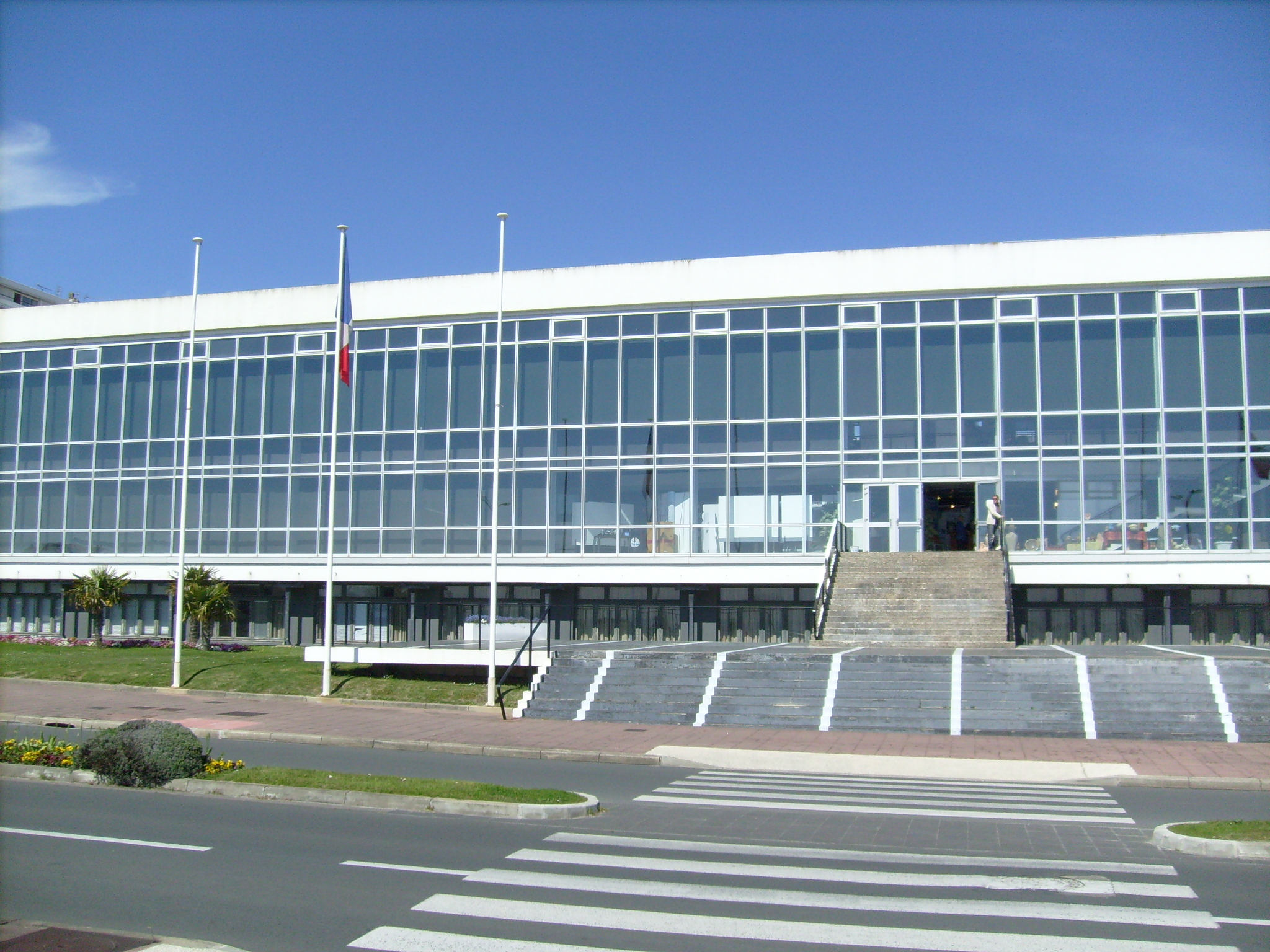
会议中心
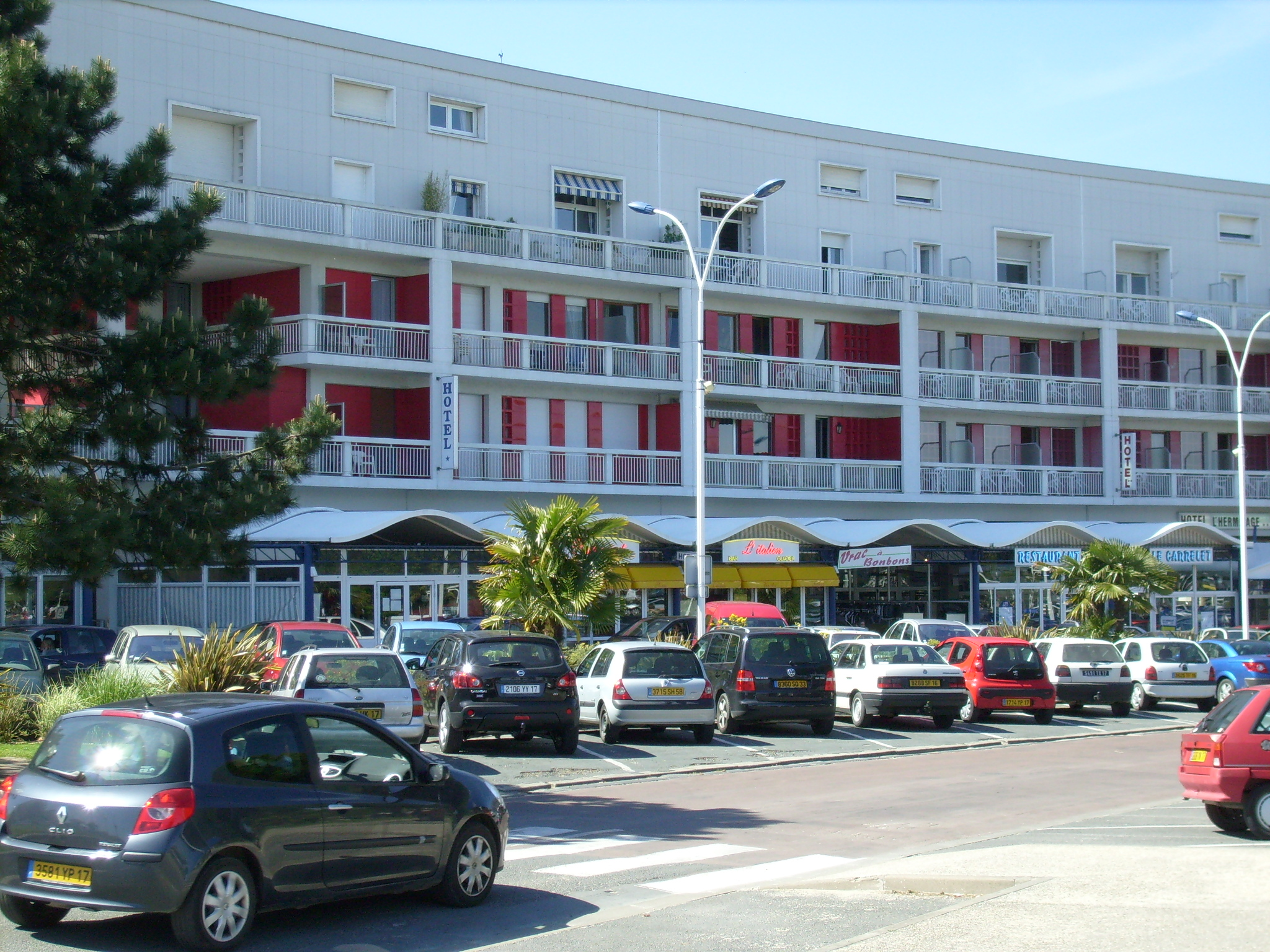
海滨公寓楼
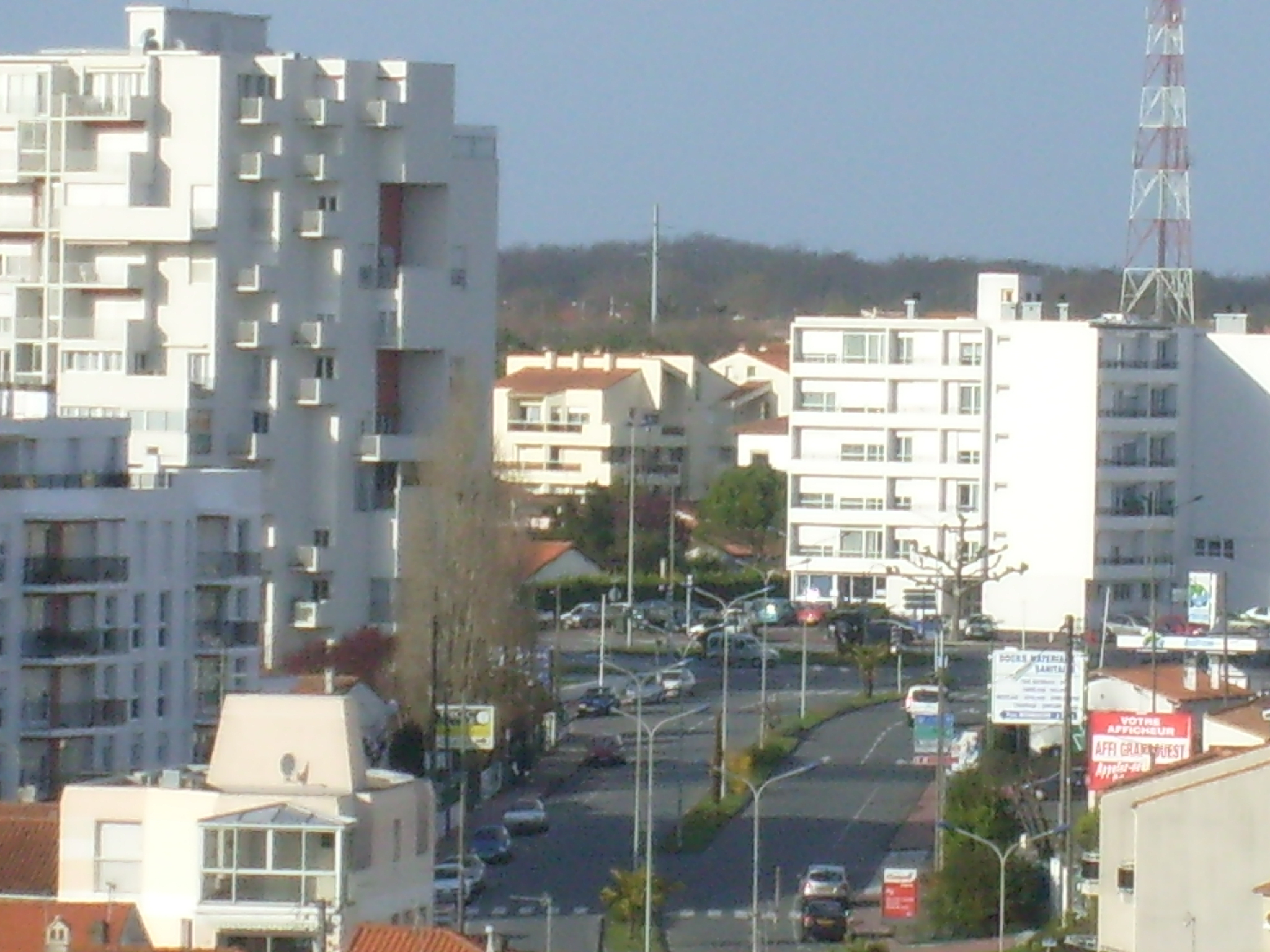
现代居民区
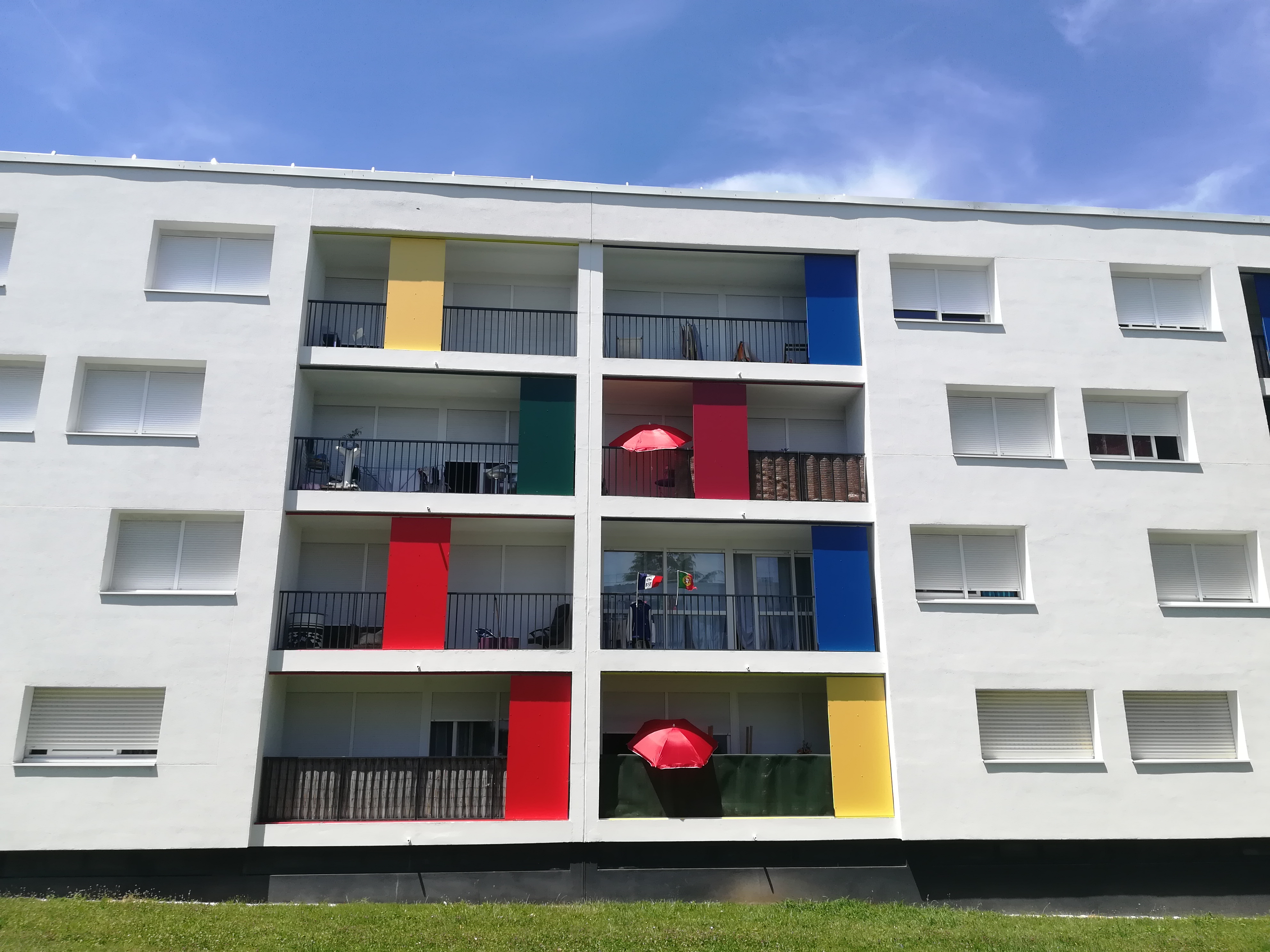
现代居民建筑

### 旅游
鲁瓦扬因其境内的多处海滩而闻名，当地的旅游事务由其所属的公共社区负责。2020年，鲁瓦扬境内共有24家宾馆共计515间房间；另有6个露营地，可容纳共1,064辆露营车。

### 媒体
法国主要的媒体均可在鲁瓦扬接收，法国电视三台下属的新阿基坦大区频道在部分时段播出鲁瓦扬所属区域的地方新闻。

## 相关人物
法国航海家皮埃尔·迪加·德蒙、摄影师让·戈米、政治人物伯努瓦·比托、女子帆板运动员沙利纳·皮康和足球运动员凯文·罗歇托出生于鲁瓦扬。

## 友好城市
截至2021年2月，鲁瓦扬共与四座城市互为友好城市关系：
- 英格兰 戈斯波特
- 德国 巴林根
- 加拿大 阿纳波利斯鲁瓦亚勒（法语：Annapolis Royal）
- 希腊 纳夫普利翁